# 羅林斯 (蒙大拿州)
羅林斯（英語：Rollins）是位於美國蒙大拿州萊克縣的普查規定居民點。

## 歷史
羅林斯的郵局自1904年營運至今。

## 人口
根據2020年美國人口普查的數據，羅林斯的面積為7.44平方千米，皆為陸地。當地共有人口192人，而人口密度為每平方千米25.81人。